# Litwinowka (obwód lipiecki)
Litwinowka (ros. Литвиновка) – wieś (ros. деревня, trb. dieriewnia) w zachodniej Rosji, w sielsowiecie nabierieżańskim rejonu wołowskiego w obwodzie lipieckim.

## Geografia
Miejscowość położona jest nad rzeką Ołym, 1 od centrum administracyjnego sielsowietu nabierieżańskiego (Nabierieżnoje), 17 od centrum administracyjnego rejonu (Wołowo), 124 km od stolicy obwodu (Lipieck).
W granicach miejscowości znajduje się ulica Sowietskaja (47 posesji).

## Demografia
W 2012 r. miejscowość zamieszkiwały 82 osoby.